# 오슨 빈
오슨 빈(Orson Bean, 본명: 댈러스 프레더릭 버로스(Dallas Frederick Burrows), 1928년 7월 22일 ~ 2020년 2월 7일)는 미국의 자서전 작가, 배우, 성우이다.

## 출연 작품
- 헤이팅 브레이트바트 (2012년) - 본인 역
- 투-레그드 랫 바스터즈 (2011년)
- 애슐리즈 애쉬스 (2010년) - 댄 역
- 게임 오브 라이프 (2007년)
- 매티 프레스노 앤 더 홀로플럭스 유니버스 (2007년)
- 더 나비스 (2006년)
- 래더 이펙트 (2006년)
- 에이리언 오텁시 (2006년)
- 사커 독 2 - 유럽컵 (2004년)
- 헬로우 프랭크 (2002년)
- 버닝 다운 더 하우스 (2001년)
- 닥터 퀸 - 더 무비 (1999년)
- 존 말코비치 되기 (1999년) - 닥터 레스터 역
- 욕망의 심판 (1992년)
- 찬스 오브 라이프타임 (1991년)
- 이너스페이스 (1987년)
- 호빗 (1977년) - 빌보 배긴스 역
- 뉴욕에서의 로라 (1970년)
- 데이빗 프로스트 쇼 (1969년)
- 살인의 해부 (1959년)

### 텔레비전
- 제7의 천국 (1996년)
- 닥터 퀸 (1993년)
- 위기의 주부들 시즌8
- 스튜디오 원 (1948년)